# Mordellochroa humerosa
Mordellochroa humerosa é uma espécie de insetos coleópteros polífagos pertencente à família Mordellidae.
A autoridade científica da espécie é Rosenhauer, tendo sido descrita no ano de 1847.
Trata-se de uma espécie presente no território português.